# The Flock
The Flock (bra: Justiça a Qualquer Preço; prt: Obsessão Mortal) é um filme policial lançado no final de 2007, dirigido por Andrew Lau, o co-diretor da trilogia Infernal Affairs. Este marca o seu primeiro filme de língua inglesa, estrelado por Richard Gere, Claire Danes e Avril Lavigne.

## Sinopse
O trabalho do agente Errol (Richard Gere) consiste em vigiar e visitar todos os acusados por delitos sexuais que saíram da prisão. Ele leva o seu trabalho muito a sério e está prestes a se aposentar. Sua substituta será Allison (Claire Danes) que o acompanhará durante três semanas aprendendo o ofício, apesar de não concordar com seus métodos violentos. Neste período, a jovem Harriet (Kristina Cisco) desaparece e Errol está certo de que um de seus "rapazes" é o responsável. Mesmo sendo contra, sabendo que não é seu trabalho e que a polícia os querem fora do caso, Allison aceita ajudar Errol. Ambos seguirão várias pistas, muitas delas falsas e deverão se envolver com indivíduos violentos. Mas nada os peparará para o terrível encontro com o perigoso psicopata que os aguarda.

## Elenco
- Richard Gere .... Agente Erroll Babbage
- Claire Danes .... Allison Lowry
- KaDee Strickland .... Viola
- Ray Wise .... Bobby Stiles
- Russell Sams .... Edmund Wells
- Avril Lavigne .... Beatrice Bell (Namorada do suspeito)
- Ed Ackerman .... Louis Kessler
- Dwayne L. Barnes .... Vincent Denniso
- Ric Maddox .... Det. Martin Ryder
- Paul McGowen .... Det. Grant P. Stockdale
- Matt Sanford .... James Ray Ward
- Carmen Serano .... Colette
- Kristina Sisco .... Harriet Wells